# Ingegneria elettrica

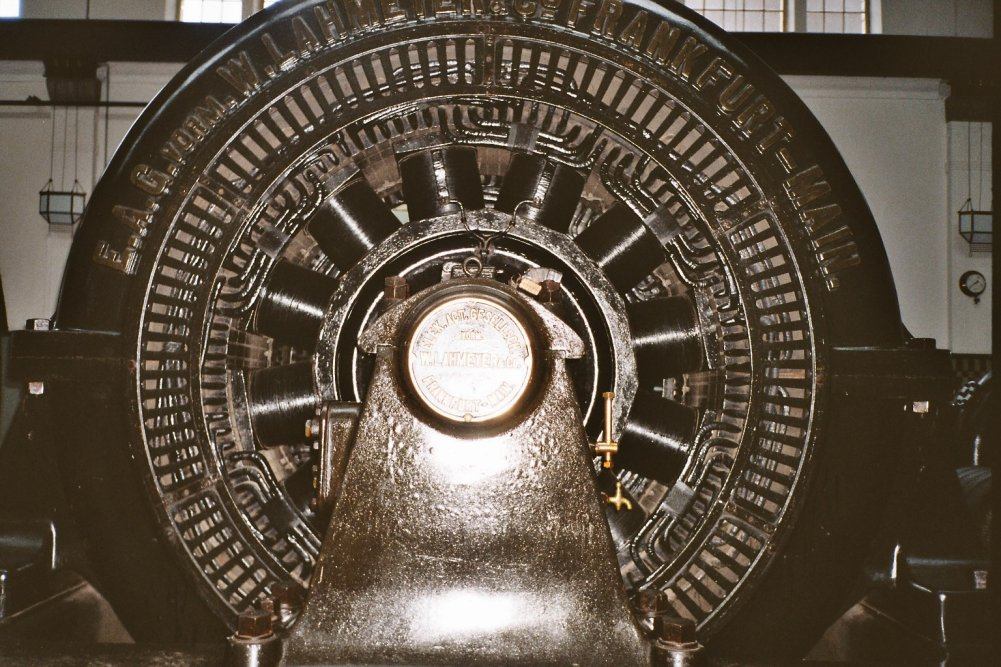
Un alternatore

L'ingegneria elettrica è un ramo dell'ingegneria che si occupa della generazione, della conversione, dell'immagazzinamento, del trasporto e della distribuzione di energia nelle reti elettriche e dell'uso dell'energia elettrica (colloquialmente chiamata corrente elettrica o elettricità) utilizzando alte tensioni elettriche ed elevate potenze elettriche. L'ingegneria dell'energia lavora con l'altissima tensione, l'alta tensione, la media tensione e la bassa tensione per trasmettere o distribuire potenze da grandi a molto grandi (da kilowatt a gigawatt). Anche la tecnologia di installazione e di azionamento a bassa tensione e l'elettronica di potenza, che lavora a bassa e bassissima tensione, sono classificate come ingegneria dell'energia elettrica.

## Storia

Esempio di circuito elettrico

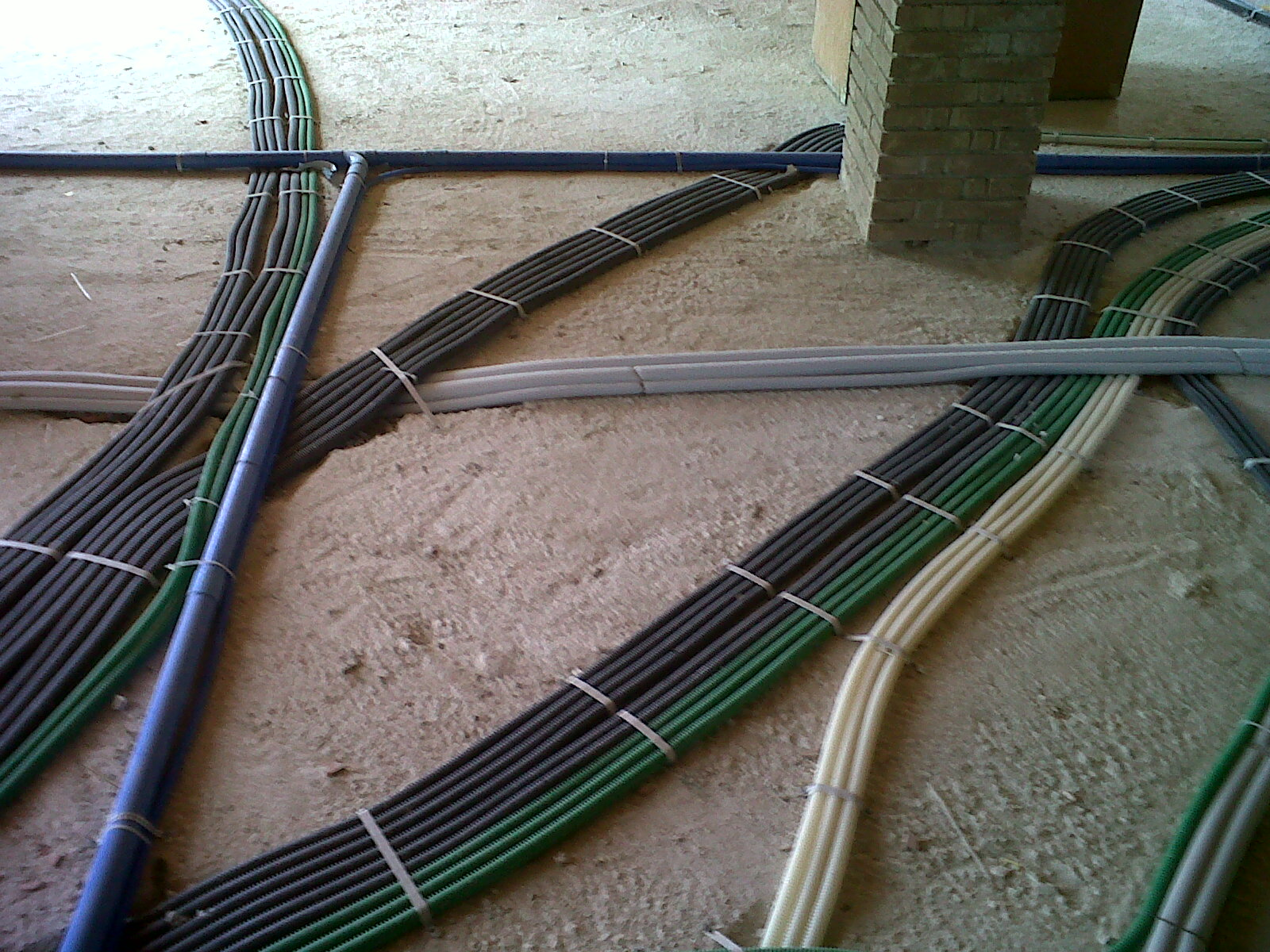
Tubi protettivi di un impianto elettrico posati su solaio

Schema di una rete elettrica

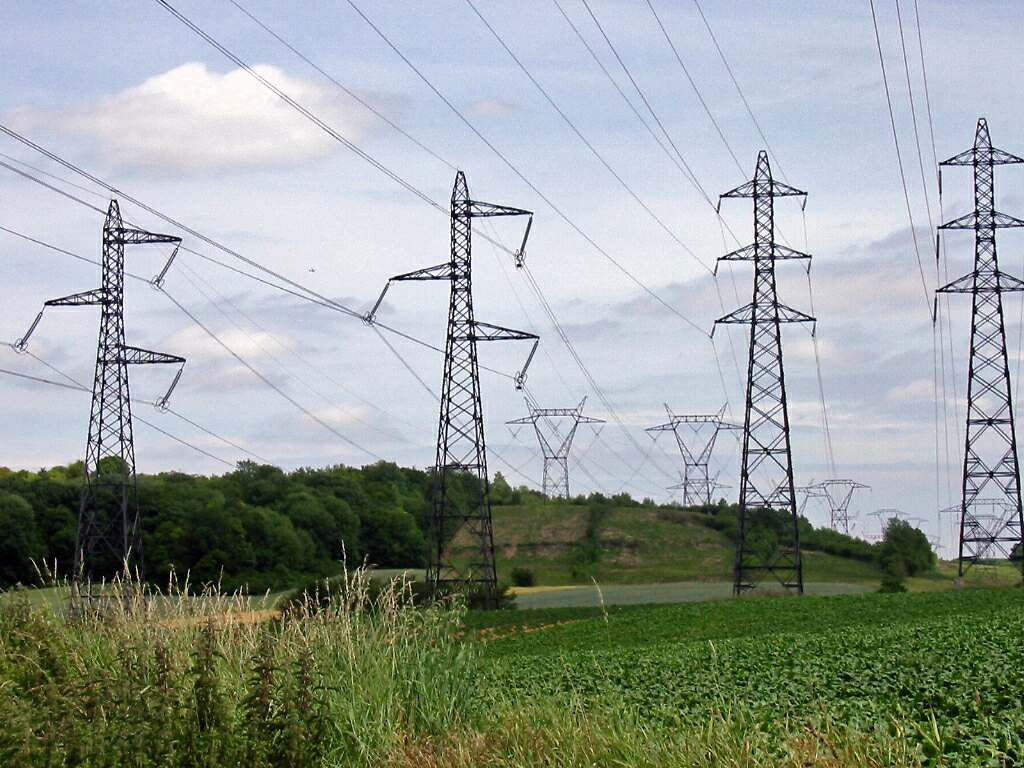
Elettrodotto

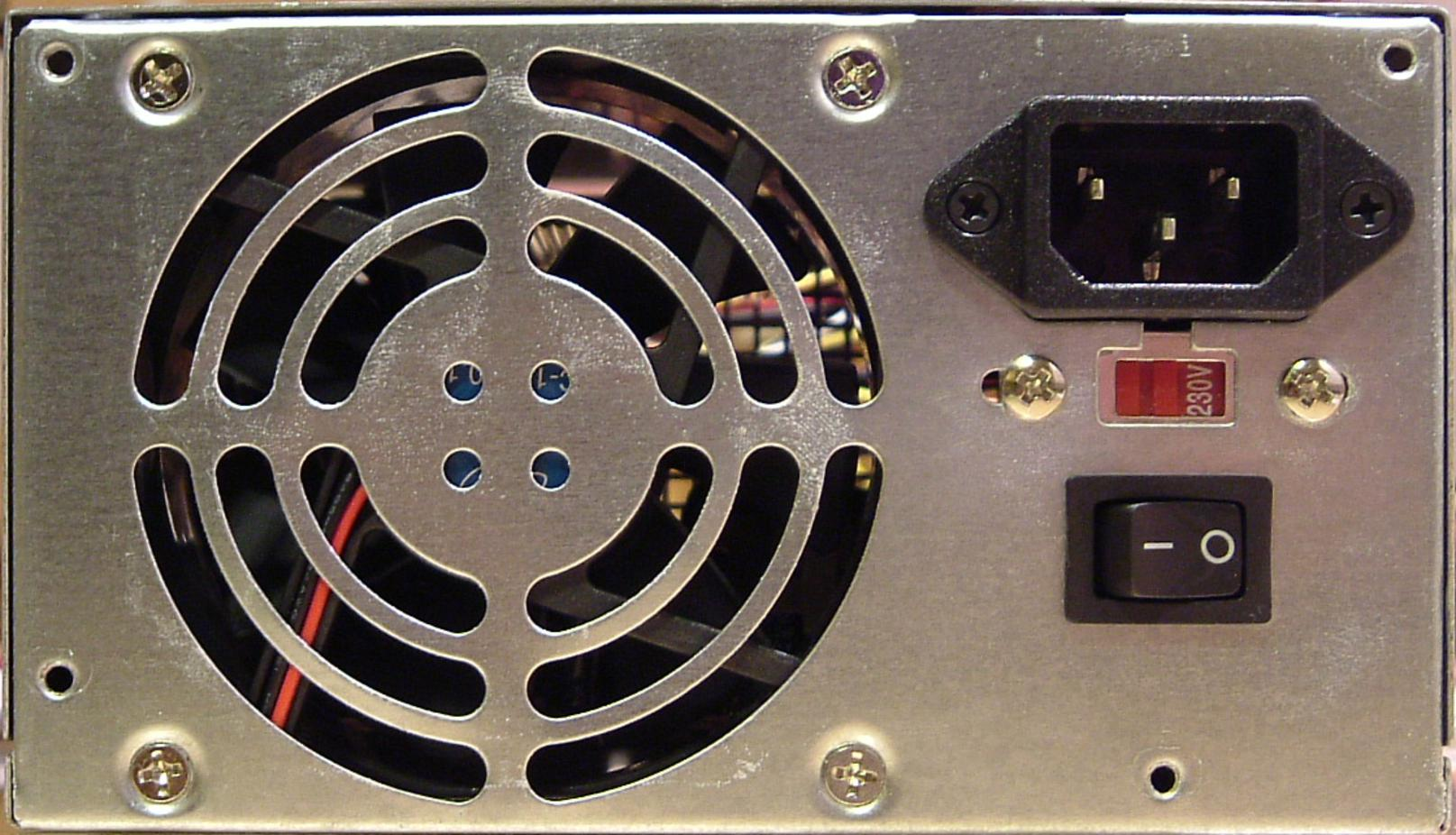
Un alimentatore elettrico di un personal computer

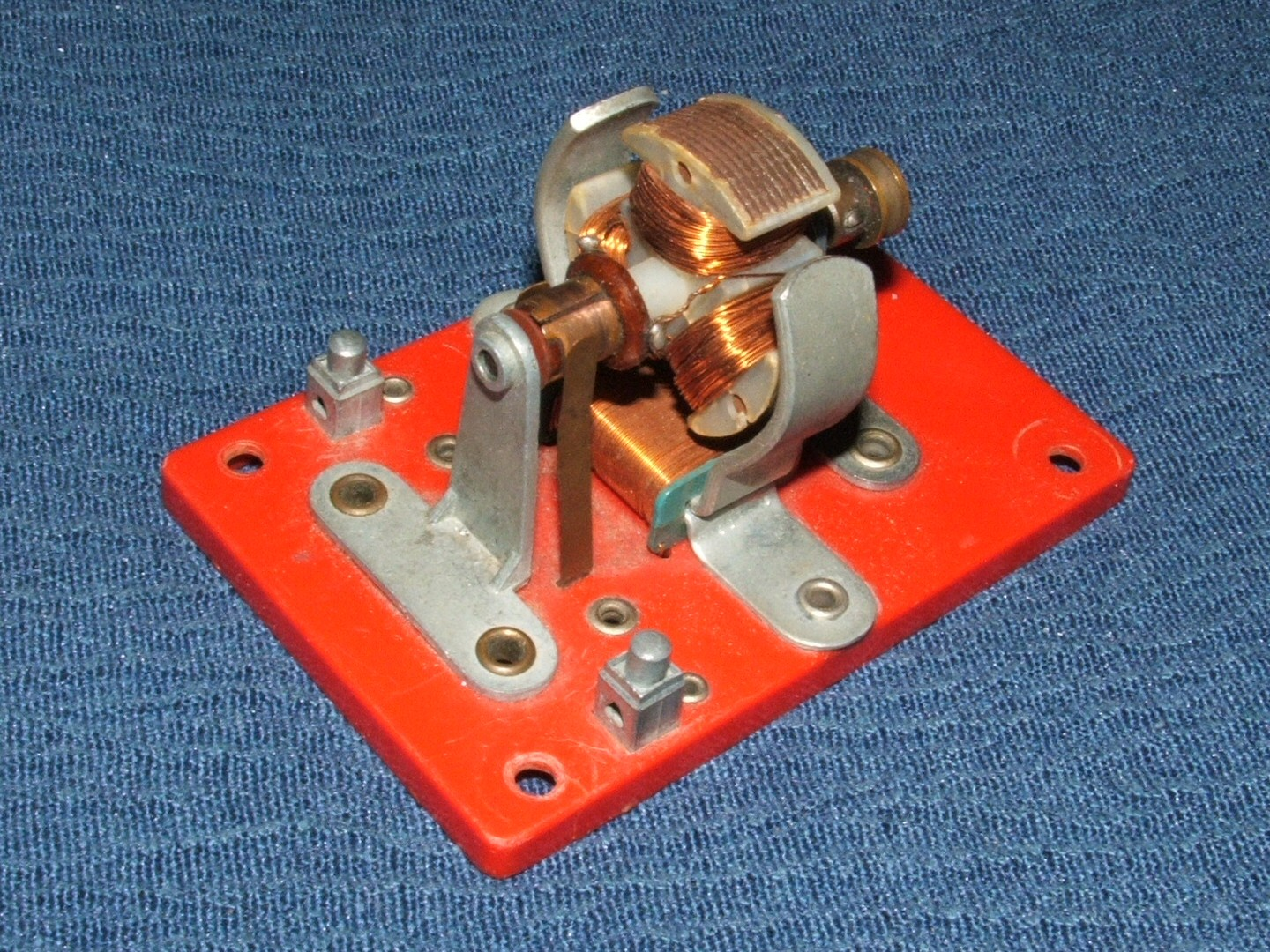
Un piccolo motore elettrico ad uso didattico

Originariamente tale branca era denominata "ingegneria elettrotecnica", e ha rappresentato uno degli ambiti precursori dell'ambito ingegneristico. Il cambio di denominazione in "ingegneria elettrica" è stato necessario con l'ampliamento dei temi trattati e studiati, quali la componentistica elettronica all'interno degli apparati elettrici, che ha reso necessario l'adeguamento dei programmi formativi di tale specializzazione.
L'ingegneria elettrotecnica si separa all'inizio del XX secolo dall'ingegneria industriale o meccanica, in concomitanza con la diffusione della distribuzione di energia elettrica. Dall'ingegneria elettrotecnica nasce negli anni sessanta e settanta l'ingegneria elettronica, dallo sviluppo di sistemi di telecomunicazione come la radio e la televisione. Negli anni novanta del XX secolo dal corso di laurea di ingegneria elettronica nasce l'ingegneria delle telecomunicazioni. Gli ingegneri elettrotecnici hanno contribuito in maniera determinante nella costruzione della rete telefonica italiana. I corsi di ingegneria elettronica e delle telecomunicazioni hanno più o meno 40 anni di separazione dal corso di ingegneria elettrotecnica. Il Decreto del presidente della Repubblica 328 nel 2001 fa ricadere nuovamente l'ingegneria elettrica nell'ingegneria industriale o meccanica dalla quale si era distaccata 100 anni prima.
Il primo corso di Ingegneria Elettrotecnica è del 1886 al Regio Museo Industriale di Torino, successivamente gli iscritti confluiranno nel neonato Politecnico di Torino nel 1905. Attualmente il termine "elettrotecnica" è usato per indicare in modo specifico quella parte dell'ingegneria elettrica che abbraccia tutte le teorie classiche di elettromagnetismo applicate agli studi circuitali.

## Studi di ingegneria elettrica all'estero
Negli Stati Uniti gli studi di ingegneria elettrica, elettronica, delle telecomunicazioni e dell'automazione fanno capo ad un solo corso di laurea denominato electrical engineering, per via delle comuni basi di elettromagnetismo, di elettrotecnica e di elettronica. Gli studi di ingegneria informatica o computer engineering hanno le stesse basi ma differiscono, in Italia come altrove, per la maggiore attenzione nei confronti dell'architettura dei calcolatori, delle reti di computer e dei sistemi operativi.

## Descrizione
È un campo di studio molto ampio che copre ambiti anche molto diversi tra loro, tra cui:
- La teoria dei circuiti (o teoria delle reti elettriche), il cui fine è la caratterizzazione sistematica e la creazione di modelli matematici dei circuiti elettrici a partire dai componenti elettrici (categoria che comprende anche i circuiti genericamente definiti come elettronici) e la cui principale applicazione è lo studio e la realizzazione di procedure concrete e di calcolo per la simulazione circuitale.
- L'elettronica di potenza e gli azionamenti elettrici.
- Lo studio delle macchine elettriche, che si occupa della progettazione e costruzione di motori elettrici, dinamo, alternatori e trasformatori.
- Lo studio, progettazione e realizzazione di rete elettriche per la produzione, trasmissione elettrica e distribuzione di energia elettrica.
- La progettazione degli impianti elettrici per utenti industriali e civili.
- Le misure elettriche, che si occupano di misurare grandezze elettriche su macchine, impianti e circuiti elettrici in genere.
- La compatibilità elettromagnetica, che si occupa delle interazione tra apparati elettrici, elettronici ed elettromagnetici (nonché delle interazioni di questi apparati con gli esseri viventi).
- L'elettrotermia, per lo sviluppo di nuove tecnologie nel campo del plasma.